# Benny Lennartsson
Benny Lennartsson (Örebro, 14 december 1942) is een voormalig Zweeds voetballer, die speelde als middenvelder voor onder meer Örebro SK en Fulham FC. Hij maakte vooral naam als voetbalcoach.

## Trainer-coach
Met de Noorse club Viking FK won Lennartsson tweemaal de Noorse beker (1989, 2001) en eenmaal het Noors landskampioenschap (1991). Hij was tevens bondscoach van het Zweeds olympisch elftal dat in 1988 deelnam aan de Olympische Zomerspelen in Seoel. Daar werd Zweden in de kwartfinale uitgeschakeld door Italië (1-2).